# Spreetal
Spreetal (górnołuż. Sprjewiny Doł) – miejscowość i gmina w Niemczech, w kraju związkowym Saksonia, w okręgu administracyjnym Drezno, w powiecie Budziszyn, w Łużycach Górnych. Liczy 2 101 mieszkańców (31 grudnia 2009). Nazwa oznacza dolinę Sprewy.

## Dzielnice gminy
Spreetal składa się z siedmiu dzielnic (liczba mieszkańców na dzień 31 grudnia 2008):
- Burg (Bórk), 391 mieszk.
- Burghammer (Bórkhamor), 248
- Burgneudorf (Nowa Wjes), 387
- Neustadt (Nowe Město), 399
- Spreetal (Sprjewiny Doł), 95
- Spreewitz (Sprjejcy), 318
- Zerre (Drětwja), 275